# اولیویرا د آزمیس
شهر اولیویرا د آزمیس (به پرتغالی: Oliveira de Azeméis) در اولیویرا د آزمیس در کشور پرتغال واقع شده‌است. جمعیت این شهر ۱۵٬۰۰۰ نفر است. در تاریخ ۱۶ مهٔ ۱۹۸۴ به عنوان شهر شناخته شد.